# Bridgend
Bridgend (velšsky Pen-y-bont ar Ogwr) je město v ceremoniálním hrabství Mid Glamorgan ve Walesu ve Spojeném království. Leží na řece Ogmore přibližně 35 kilometrů od Cardiffu.
V roce 2001 zde žilo 39 429 obyvatel.